# Кемпе Віра
Віра Лаврівна Кемпе, у шлюбі Павлущак (14 серпня 1927, Самбір — 23 жовтня 2019, Торонто, Канада) — українсько-канадська письменниця, журналістка, редакторка та акторка. Псевдоніми — Ікар, Вак, Ві-Ке-Ма, Віра Ке. Членкиня Спілки українських журналістів.

## Біографія
Народилася на Заході України в акторській родині Лавра Кемпе та Клавдії Гош.
Навчалася у школі Сестер Василіянок у м.
Львові, потім у Станіславі (нині Івано-Франківськ). Потрапила до Відня, потім студіювала медицину в Інсбруку. Вступила до театру Й. Гірняка.
У 1948 р. прибула до Канади, друкувалася у журналах і газетах «Жіночий світ», «Наше життя». У 1958—1960 вела сторінку у «Вільному слові», з 1960 р. — у «Новому шляху».

## Ролі в театрі
- Дитина Пінкертона («Мадам Баттерфляй» Дж. Пуччіні)
- Купідон («Орфей у пеклі» Ж. Оффенбаха)